# Ерик Бауза
Ерик Бауза (на английски: Eric Bauza) е канадско-американски озвучаващ актьор и комик. Най-известните му роли включват Стимпи в Ren & Stimpy "Adult Party Cartoon", анти-Пуф в „Кръстници-вълшебници“, Генерал Рос в „Железният човек: Бронирани приключения“ и мечето Фози в „Мъпет бебета“. Той е днешния глас на множество герои, които са Бъгс Бъни, Дафи Дък, Порки Пиг, Марвин Марсианеца, Пепе ле Пю, Туити, Спийди Гонзалес, Хенъри Хоук, Уди Кълвача, Мечето Бу-Бу, Люк Скайуокър и Дино.

## Произход и образование
Бауза е роден на 7 декември 1979 г. в Торонто и е от филипински произход.
Завършва Католическата гимназия „Кардинал Нюман“ през 1996 г. и Centennial College през 2000 г.

## Кариера
Бауза започва кариерата си в анимацията като дизайнер на герои в Холивуд.
През 2022 г. е водещ на документалната поредица Stay Tooned за CBC Gem.

## Награди
През 2022 г. печели първата награда „Еми“ в категория „най-добър озвучаващ артист в анимационен сериал“ за Бъгс Бъни, Марвин Марсианеца, Дафи Дък и Туити в „Шантави рисунки-мисунки“, където е номиниран заеднo с Грей Делайл за Лола, Лана, Лили, Шерил, Скутс, Моупс и г-жа Бернадо в „Къщата на Шумникови“, Марк Хамил за Скелетор в „Господарите на вселената: Откритие“, Том Кени за Спонджбоб в „Спондж Боб Квадратни гащи“ и Франк Уелкър за Скуби-Ду, Фред и Себе си в „Скуби-Ду и виж кой друг!“.